# مؤشر تفتلي
يتم تعريف مؤشر تفتلي على أنه النسبة بين عدد الخلايا في مجموعة سكانية تخضع للانقسام إلى إجمالي عدد الخلايا في مجتمع.

## غرض
يعد مؤشر تفتلي مقياسًا لانتشار الخلايا.
يتم تعريفه على أنه النسبة المئوية للخلايا التي تخضع للانقسام في مجموعة معينة من الخلايا. الانقسام هو انقسام الخلايا الجسدية إلى خليتين ابنتان. تختلف فترات دورة الخلية والانقسام التفتلي باختلاف أنواع الخلايا. يشير مؤشر الانقسام إلى ارتفاع عدد الخلايا التي تنقسم. في الخلايا السرطانية، قد يكون مؤشر الانقسام مرتفعًا مقارنة بالنمو الطبيعي للأنسجة أو الإصلاح الخلوي لموقع الإصابة. وبالتالي فإن مؤشر الانقسام هو عامل تنبؤي مهم يتنبأ بكل من البقاء والاستجابة للعلاج الكيميائي في معظم أنواع السرطان. قد تفقد الكثير من قيمتها التنبؤية للسكان المسنين. على سبيل المثال، يفقد مؤشر الانقسام المنخفض أي قيمة تقديرية للنساء فوق 70 عامًا المصابات بسرطان الثدي.

## عملية حسابية
مؤشر الانقسام التفتلي هو عدد الخلايا التي تخضع للانقسام التفتلي مقسومًا على العدد الإجمالي للخلايا.
يتضمن الشكل النموذجي لمؤشر الانقسام التفتلي عبارات مثل «لوحظ 10 أرقام انقسامية لكل 10 حقول طاقة عالية» متبوعة بـ «4 أشكال انقسام فتي يتم ملاحظتها لكل 50 مجال طاقة عالية.»

## معادلة
{\displaystyle {\mbox{Mitotic I}}={\frac {\mbox{(P+M+A+T)}}{\mbox{N}}}\cdot 100\%}
حيث (P + M + A + T) هو مجموع جميع الخلايا في الطور كطور أولي، طور تالي، طور الصعود وطور نهائي، على التوالي و N هو إجمالي عدد الخلايا.

## روابط خارجية
- Beresford، Mark J.؛ Wilson، George D.؛ Makris، Andreas (2006). "Measuring proliferation in breast cancer". Breast Cancer Research. ج. 8 ع. 6: 216. DOI:10.1186/bcr1618. PMC:1797032. PMID:17164010.{{استشهاد بدورية محكمة}}:  صيانة الاستشهاد: دوي مجاني غير معلم (link)
- van Diest، PJ؛ van der Wall، E؛ Baak، JP (2004). "Prognostic value of proliferation in invasive breast cancer". J. Clin. Pathol. ج. 57 ع. 7: 675–81. DOI:10.1136/jcp.2003.010777. PMC:1770351. PMID:15220356.
- "NCI Dictionary of Cancer terms". cancer.gov. 2 فبراير 2011. مؤرشف من الأصل في 2015-04-25.